# Capel St Andrew
Capel St Andrew – osada i civil parish w Anglii, w Suffolk, w dystrykcie East Suffolk. W 2001 civil parish liczyła 77 mieszkańców. Capel St. Andrew jest wspomniana w Domesday Book (1086) jako Capeles.